# محمد بن عبد الله بن حسن آل حسن
الأمير محمد ابن الأمير عبد الله بن حسن بن محمد آل حسن هو خامس أمراء إمارة آل أبو عليان، وقد تولى الحكم بعد وفاة والده وكان حليفاً للدولة السعودية الأولى وعاونهم في غزوهم لجوف آل عمرو ولكنه لم يستمر طويلاً حيث استعاد الأمير راشد بن حمود الدريبي الحكم، وذكر المؤرخ محمد ناصر العبودي أنه وجد عدة أوراق لورثة الأمير محمد مبتدأة بعبارة "الملك لله ثم لمحمد بن عبد الله".